# كلية الزراعة (جامعة كفر الشيخ)
تاريخ الكلية

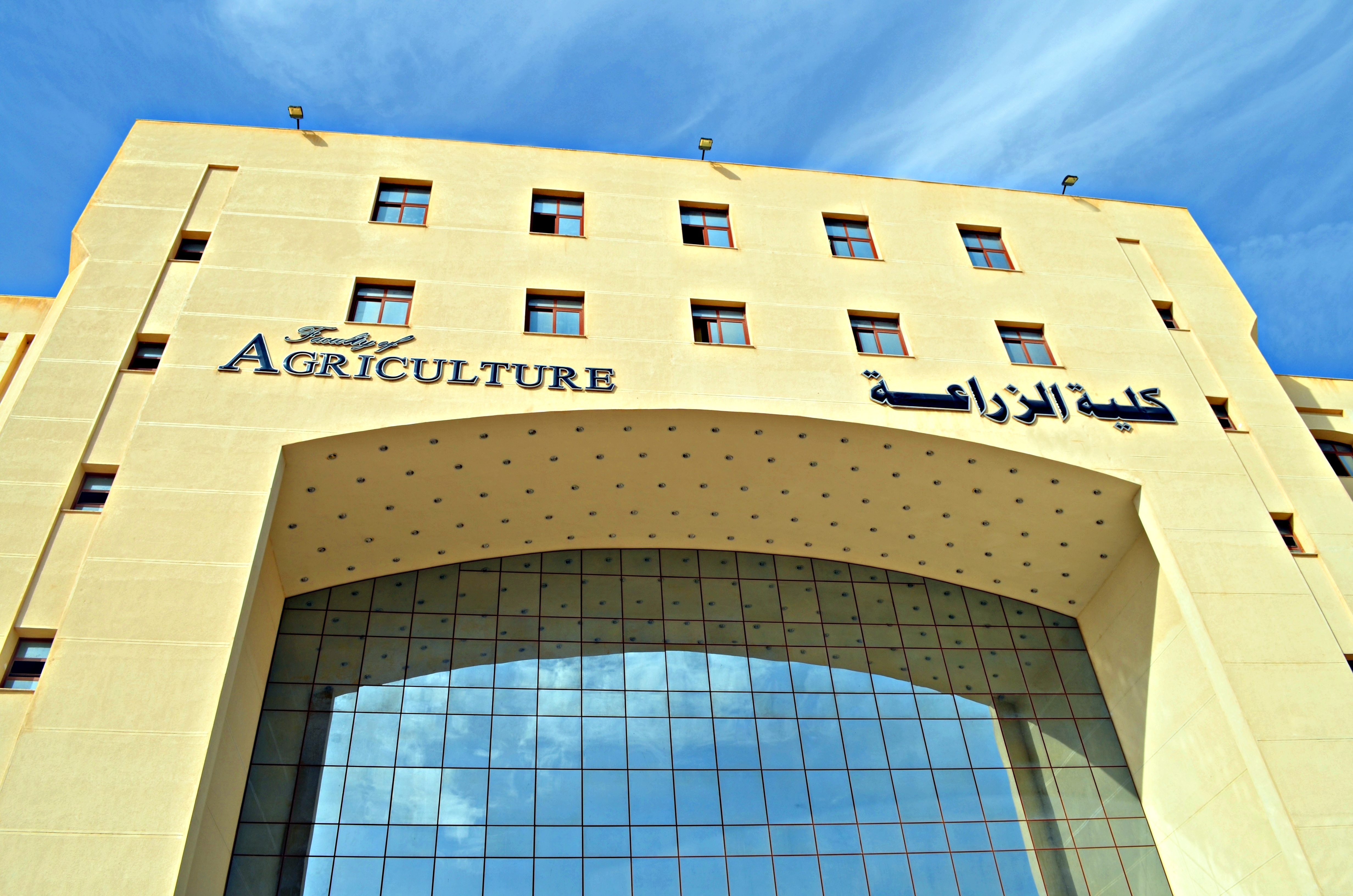
كلية الزراعة.

أنشئت كلية الزراعة بكفرالشيخ في 1/7/1969 م بعد تحويل المعهد الزراعى العالى بكفرالشيخ إلى كلية الزراعة تتبع جامعة الإسكندرية.
- ضمت الكلية في السنة الأولى لانشائها 1182 طالبا وطالبة
- ظلت الكلية تمنح درجة البكالوريوس في العلوم الزراعية(شعبة عامة) حتى عام 1974
- صدر القرار الوزارى رقم 898 في 1/11/1975 م بأصدار اللائحة الداخلية بكلية الزراعة بكفر الشيخ
- صدر القرار الجمهورى رقم 129 لعام 2006 بإنشاء جامعة كفر الشيخ بتاريخ 1/8/2006
- والجدير بالذكر ان كلية الزراعة حتى تاريخة كانت تابعة لفرع جامعة طنطا بكفرالشيخ حيث تم إنشاء الفرع عام 1983
- ابتداء من العام الجامعى 2006 – 2007 بدأت الدراسة بقسم الهندسة الزراعية من الفرقة الأولى وأصبح للقسم طابع مستقل بمكتب التنسيق.

## وصلات خارجية
الموقع الرسمي لكلية الزراعة جامعة كفر الشيخ